# Mose Gikatilla
Mosche (ben Schmuel ha-Kohen ibn) Gikatilla (auch Chiquitilla) war ein in der zweiten Hälfte des 11. Jahrhunderts wirkender jüdischer rationalistischer Bibelexeget und Grammatiker (diese Werke in Arabisch) aus Córdoba sowie hebräischer und arabischer Dichter.